# جورجتاون (سانت فنسنت والغرينادين)
جورجتاون هي قرية في سانت فينسنت والغرينادين, و هي تعتبر أكبر منطقة مائهولة بالسكان في أبراشية تشارلوت. كما أنها أيضاً العاصمة للإبراشية.

## أنظر
- سانت فنسنت والغرينادين